# روابط ایران و تاجیکستان
روابط ایران و تاجیکستان به بررسی ابعاد تاریخی، فرهنگی، سیاسی و اقتصادی روابط دوجانبه میان ایران و تاجیکستان می‌پردازد. از زمان فروپاشی اتحاد جماهیر سوسیالیستی شوروی و استقلال تاجیکستان، این دو کشور به دلیل اشتراکات زبانی و فرهنگی، همکاری‌های گسترده‌ای را تجربه کرده‌اند.

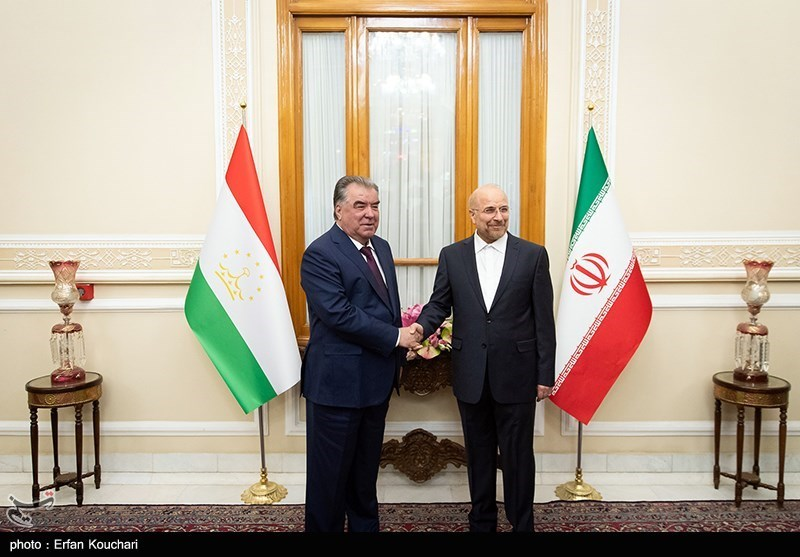
دیدار امامعلی رحمان (رئیس‌جمهوری تاجیکستان) با محمدباقر قالیباف (رئیس مجلس شورای اسلامی) در سال ۱۴۰۱ در تهران

تاجیکستان به عنوان یک کشور مسلمان و فارسی‌زبان ارتباطات فرهنگی، اجتماعی، و سیاسی وسیعی با ایران دارد.

## مقدمه
روابط ایران و تاجیکستان همواره به عنوان نمونه‌ای از پیوندهای عمیق فرهنگی و تاریخی در منطقه مورد توجه قرار گرفته است. اشتراک زبان فارسی، میراث ادبی و هنری مشترک (همچون آثار شاهنامه و اشعار رودکی) و نیز ارتباطات دیپلماتیک مستمر، زمینه‌های همکاری‌های گسترده در سطوح مختلف را فراهم آورده‌اند. از سوی دیگر، تحولات سیاسی و رویدادهایی نظیر سفرهای رسمی و تبادل دیدارهای سطح بالا، تأثیر بسزایی در شکل‌گیری و تثبیت این روابط داشته است.

## میراث مشترک زبانی و فرهنگی
تاجیکستان به عنوان یکی از کشورهای فارسی‌زبان دارای اشتراکات فرهنگی عمیقی با ایران است. زبان تاجیکی، شاخه‌ای از زبان فارسی به‌شمار می‌آید و ادبیات کلاسیک و شعرای بزرگ، نشانگر ارتباط دیرینه میان دو ملت هستند.  
پس از فروپاشی شوروی در سال ۱۹۹۱، تاجیکستان برای احیای هویت ملی خود به میراث فارسی-ایرانی تکیه نمود. ایران نیز از طریق پروژه‌های فرهنگی مانند بازسازی آرامگاه رودکی و حمایت از رویدادهای هنری مشترک، نفوذ فرهنگی خود را در آسیای مرکزی تقویت کرده است.

## همکاری‌های سیاسی و اقتصادی
در دوران جنگ داخلی تاجیکستان (۱۹۹۲–۱۹۹۷) ایران با ارائه حمایت‌های دیپلماتیک و سیاسی از دولت رسمی تاجیکستان، نقش میانجیگری مهمی ایفا نمود.  
همچنین، همکاری‌های اقتصادی در حوزه‌های انرژی (از جمله احداث سدها و پروژه‌های برق منطقه‌ای) و تجارت مرزی، زمینه‌های تقویت روابط دوجانبه را فراهم آورده است. 

## بهبود تدریجی روابط ایران و تاجیکستان
از سال ۲۰۱۹، روابط ایران و تاجیکستان به‌ویژه در زمینه‌های امنیتی و دفاعی بهبود یافته است. نگرانی تاجیکستان از امنیت مرزهایش با افغانستان، که طالبان بر آن تسلط یافته، و قرقیزستان، که مورد حمایت ترکیه و کشورهای ترک قرار دارد، باعث شده همکاری‌های دفاعی برای این کشور اهمیت بیشتری پیدا کند.
در ۱۷ سپتامبر ۲۰۲۱، سید ابراهیم رئیسی، رئیس‌جمهور وقت ایران، برای شرکت در نشست سران پیمان شانگهای به تاجیکستان سفر کرد. پس از استقبال رسمی امامعلی رحمان، رئیس‌جمهور تاجیکستان، دو طرف بر اهمیت مناسبات فرهنگی تأکید کردند. در این دیدار، رئیس‌جمهور ایران از آغاز «فصل جدیدی» در روابط دو کشور سخن گفت و ۸ سند همکاری که بیشتر در حوزه اقتصادی بود، به امضا رسید.
در اردیبهشت ۱۴۰۱، رئیس ستاد کل نیروهای مسلح ایران یک کارخانه تولید پهپاد ابابیل را در تاجیکستان افتتاح کرد. همچنین، امامعلی رحمان، رئیس‌جمهور تاجیکستان، پس از ۹ سال در خرداد ۱۴۰۱ به ایران سفر کرد، که این سفر به عنوان نشانه‌ای از بهبود روابط دو کشور تلقی شد.
در ۸ نوامبر ۲۰۲۳، رئیسی بار دیگر به تاجیکستان سفر کرد. در این سفر، دو طرف چندین توافق از جمله سند لغو روادید میان دو کشور را امضا کردند.
آخرین سفر امامعلی رحمان، رئیس‌جمهور تاجیکستان، به ایران در ۳۱ اردیبهشت ۱۴۰۳ انجام شد. وی همراه با هیئتی رسمی برای عرض تسلیت درگذشت رئیس‌جمهور ایران به تهران سفر کرد و در همان روز به کشورش بازگشت.
یکی از رویدادهای کلیدی در تثبیت روابط ایران و تاجیکستان، سفر رسمی مسعود پزشکیان، رئیس‌جمهور وقت ایران، به تاجیکستان بود. در این سفر، وی در سخنرانی‌های رسمی خود بر اهمیت اشتراکات زبانی، ادبی و فرهنگی که ریشه در دوران سامانیان دارد، تأکید کرد و بیان داشت که این میراث مشترک زمینه همبستگی و تقویت روابط دیپلماتیک را فراهم می‌آورد.

## تشابه پرچم‌های ایران و تاجیکستان: ریشه‌ها و نمادها

### خاستگاه تاریخی رنگ‌ها
هر دو پرچم ایران و تاجیکستان از رنگ‌های سبز، سفید و قرمز استفاده می‌کنند که به «رنگ‌های پانایرانی» معروفند. این رنگ‌ها که نخستین بار در دوره مشروطه ایران به‌عنوان نماد ملی انتخاب شدند، بازتاب‌دهنده ارتباط تاریخی اقوام ایرانی با تمدن‌هایی نظیر سامانیان به‌شمار می‌آیند. تاجیکستان پس از استقلال در سال ۱۹۹۱، با الهام از تاریخ سامانیان، این رنگ‌ها را احیا نموده و به عنوان نماد وحدت ملی به کار برد.

### تفاوت‌های نمادگرایی
- ایران:

```
 - سبز: نمایانگر طبیعت، سرسبزی و شکوفایی.  
 - سفید: نشانه صلح، دوستی و پاکی.  
 - قرمز: بیانگر شهادت و ایستادگی ملت.  
 علاوه بر این، عبارت «الله اکبر» که در میان‌پرچم ایران پس از انقلاب اسلامی قرار دارد، بازتاب‌دهنده هویت اسلامی-انقلابی کشور است.
[
۱۱
]
```

- تاجیکستان:

```
 - سبز: نماد طبیعت بکر و شکوه کوهستان‌ها.  
 - سفید: اشاره به صلح و برف قله‌ها.  
 - قرمز: به عنوان نماد وحدت ملی و مقاومت در برابر چالش‌ها به کار می‌رود.  
 در مرکز پرچم تاجیکستان، تاج طلایی به عنوان یادآور دوران پادشاهی سامانیان و هویت تاریخی ملت تاجیک جای گرفته است.
[
۱۲
]
```

## همکاری‌های منطقه‌ای و چندجانبه
ایران به عنوان یک کشور کلیدی در منطقه، از طریق مشارکت در سازمان‌ها و انجمن‌های منطقه‌ای سعی در تقویت همکاری‌های دوجانبه و چندجانبه با تاجیکستان داشته است.  
- سازمان همکاری اقتصادی منطقه‌ای (ECO):

```
 ایران در چارچوب این سازمان در پروژه‌های مشترک حوزه انرژی و زیرساخت‌های اقتصادی فعالیت داشته و از این طریق به بهبود تجارت و همکاری‌های منطقه‌ای کمک می‌کند.
[
۱۳
]
```

- همکاری‌های فرهنگی و آموزشی:

```
 تبادل دانشجو، برگزاری کنفرانس‌ها و سمینارهای مشترک میان دانشگاه‌ها و مراکز پژوهشی ایران و تاجیکستان و برنامه‌های زبان‌آموزی و ترجمه آثار ادبی از دیگر زمینه‌های همکاری در این حوزه هستند.
[
۱۴
]
```

## دیدارهای سطح بالا
| میهمان              | میزبان        | مکان          | تاریخ                 |
| ------------------- | ------------- | ------------- | --------------------- |
| اکبر هاشمی رفسنجانی | امامعلی رحمان | دوشنبه، کولاب | May 9–11, 1997        |
| محمد خاتمی          | امامعلی رحمان | دوشنبه، کولاب | April 30-May 1, 2002  |
| محمد خاتمی          | امامعلی رحمان | دوشنبه        | September 11–14. 2004 |
| محمود احمدی‌نژاد     | امامعلی رحمان | دوشنبه        | July 25–27, 2006      |
| محمود احمدی‌نژاد     | امامعلی رحمان | دوشنبه        | August 26–28, 2008    |
| محمود احمدی‌نژاد     | امامعلی رحمان | دوشنبه        | ۳ ژانویه ۲۰۱۰         |
| محمود احمدی‌نژاد     | امامعلی رحمان | دوشنبه        | ژوئن ۲۰۱۰             |
| محمود احمدی‌نژاد     | امامعلی رحمان | دوشنبه        | September 10, 2011    |
| محمود احمدی‌نژاد     | امامعلی رحمان | دوشنبه        | ۵ اکتبر ۲۰۱۱          |
| محمود احمدی‌نژاد     | امامعلی رحمان | دوشنبه        | ۲۰ مارس ۲۰۱۲          |
| حسن روحانی          | امامعلی رحمان | دوشنبه، کولاب | September 10–13, 2014 |
| ابراهیم رئیسی       | امامعلی رحمان | دوشنبه، کولاب | September 16–18, 2021 |
| امامعلی رحمان       | ابراهیم رئیسی | تهران         | May 29–31, 2022       |
| ابراهیم رئیسی       | امامعلی رحمان | دوشنبه        | ۸ نوامبر ۲۰۲۳         |
| امامعلی رحمان       | محمد مخبر     | تهران         | ۲۲ مه ۲۰۲۴            |
| امامعلی رحمان       | مسعود پزشکیان | تهران         | ۲۹ جولای ۲۰۲۴         |
| مسعود پزشکیان       | امامعلی رحمان | دوشنبه        | ۱۶ ژانویه ۲۰۲۵        |

## مقالات مرتبط
- فهرست نمایندگی دیپلماتیک در تاجیکستان

### جاده‌ها
- بازسازی راه ابریشم در غالب اتوبان‌هایی که چین را به تاجیکستان، افغانستان و ایران متصل می‌کند، در مرکز توجه دو کشور قرار دارد.

### دورنما

#### کارخانهٔ سیمان‌سازی ختلان
در سال ۲۰۱۱ سفیر ایران در تاجیکستان، علی‌اصغر شعردوست طرح ایران برای ساخت کارخانهٔ سیمان‌سازی ۵۰۰ میلیون دلاری در ولایت ختلان تاجیکستان اعلام کرد.

#### کانال تلویزیونی مشترک
قرار است کانال تلویزیونی مشترک با سرمایه گذاری بنیاد اقتصاد دیجیتال ایران به سرپرستی نبی پلویی امیرآبادی راه‌اندازی شده و برای ایران، افغانستان و تاجیکستان برنامه پخش کند.

## تأثیر فرهنگی و آموزشی
یکی از ابعاد مهم روابط ایران و تاجیکستان، تبادل فرهنگی و آموزشی است.  
- تبادل فرهنگی:

```
 برگزاری جشنواره‌های فرهنگی مشترک، نمایشگاه‌های هنری و برنامه‌های تلویزیونی مشترک موجب تقویت هویت مشترک و ارتقای آگاهی فرهنگی میان جوامع شده است.
```

- تبادل آموزشی:

```
 برنامه‌های بورس تحصیلی، تبادل استاد و دانشجو و ترجمه آثار ادبی بین فارسی و تاجیکی از دیگر زمینه‌های مهم این حوزه به‌شمار می‌آیند.
[
۲۴
]
```

## چالش‌های آینده و چشم‌انداز روابط
با وجود پایه‌های مستحکم فرهنگی و تاریخی، روابط ایران و تاجیکستان با چالش‌هایی نیز مواجه است:
- چالش‌های سیاسی و امنیتی:

```
 تغییرات ژئوپلیتیکی منطقه، تحریم‌های بین‌المللی و مسائل مربوط به امنیت مرزها می‌تواند بر روابط تأثیرگذار باشد.
```

- چالش‌های اقتصادی:

```
 نیاز به بهبود زیرساخت‌ها و توسعه پروژه‌های مشترک در حوزه‌های انرژی و حمل‌ونقل از اولویت‌های آتی محسوب می‌شود.
```

- چالش‌های فرهنگی:

```
 حفظ و تقویت هویت مشترک در مقابل تأثیرات جهانی‌سازی و کاهش تبادلات فرهنگی، از مسائلی است که باید در آینده مورد توجه قرار گیرد.
[
۲۵
]
```

## نقش رسانه‌ها و ارتباطات عمومی
رسانه‌های داخلی و بین‌المللی با پوشش گسترده رویدادهای مرتبط با روابط ایران و تاجیکستان، نقشی کلیدی در اطلاع‌رسانی و تقویت هویت مشترک ایفا می‌کنند.  
گزارش‌های تحلیلی در رسانه‌هایی نظیر BBC Persian، Al Jazeera Persian و خبرگزاری‌های معتبر ایرانی مانند ایرنا تصویری جامع از ابعاد سیاسی، اقتصادی و فرهنگی این روابط ارائه نموده و به ایجاد درک متقابل میان جوامع کمک کرده‌اند.

## جمع بندی
روابط ایران و تاجیکستان بر پایه اشتراکات زبانی، فرهنگی و تاریخی و تقویت هویت فارسی-تاجیکی پس از فروپاشی شوروی شکل گرفته است. همکاری‌های منطقه‌ای، تبادل فرهنگی و آموزشی، و نقش رسانه‌ها از عوامل کلیدی در تقویت این روابط به‌شمار می‌آیند. سفر رسمی مسعود پزشکیان به تاجیکستان نیز به عنوان نقطه عطفی در تثبیت روابط فرهنگی-دیپلماتیک، تأکید بر ارزش‌های مشترک را به‌خوبی نشان داده است. علاوه بر این، نمادگرایی پرچم‌های هر دو کشور با تأکید بر رنگ‌های پانایرانی، نمایانگر پیوند تاریخی عمیق در کنار تفاوت‌های نمادین ویژه هر کشور است.